# Samson (película)
Samson es una película de drama bíblica de 2018 dirigida por Bruce Macdonald e inspirada por la historia de Sansón en el Libro de los Jueces. Protagonizada por Taylor James como Sansón, junto a Jackson Rathbone, Billy Zane, Caitlin Leahy, Rutger Hauer y Lindsay Wagner, fue estrenada en Estados Unidos el 16 de febrero de 2018.

## Reparto
- Taylor James como Sansón, un nazireo con super fuerza.
- Jackson Rathbone como Rallah, el príncipe de los filisteos.
- Billy Zane como el Rey Balek, monarca de los filisteos y padre de Rallah.
- Caitlin Leahy como Dalila, la pareja de Rallah que seduce a Sansón.
- Rutger Hauer como Manoa, el padre de Sansón.
- Lindsay Wagner como Zealphonis, la madre de Sansón.
- Frances Sholto-Douglas como Taren, una mujer filistea de la que se enamora Sansón.
- Greg Kriek como Caleb, el hermano de Sansón.
- James Ryan como Tobias, un hebreo que es asesinado por el príncipe Rallah.

## Estreno
Antes de su estreno, Pure Flix vendió los derechos de Samson a varios distribuidores en todo el mundo como California Films en Latinoamérica, Pioneer en Filipinas, Scene Poong en Corea del Sur, Sahamongkolfilm en Tailandia, Ozen en Turquía y otros a través de Indonesia y Malasia.
Fue estrenada en Estados Unidos el 16 de febrero de 2018.

## Recepción
Samson recibió reseñas negativas de parte de la crítica y de la audiencia. En la página web Rotten Tomatoes, la película obtuvo una aprobación de 25%, basada en 16 reseñas, con una calificación de 5.1/10, mientras que de parte de la audiencia tuvo una aprobación de 56%, basada en 721 votos, con una calificación de 3.3/5.
Metacritic le dio a la película una puntuación 17 de 100, basada en 6 reseñas, indicando "abrumadoramente odiada". En el sitio web IMDb los usuarios le han dado una calificación de 4.2/10, sobre la base de 2073 votos. En la página FilmAffinity tiene una calificación de 3.8/10, basada en 50 votos.